# 溪头塔
溪头塔，位于中国广东省韶关市南雄市百顺镇溪头老村，为韶关市南雄市的一个省级文物保护单位，类型为古建筑，公布时间为2012年10月20日。
溪头塔的历史年代为宋代。